# Challenger de Todi 2022
El torneo Internazionali di Tennis Città di Todi 2022 fue un torneo de tenis perteneció al ATP Challenger Tour 2022 en la categoría Challenger 80. Se trató de la 16.ª edición y tuvo lugar en la ciudad de Todi (Italia), desde el 4 de julio hasta el 10 de julio de 2022, sobre pistas de tierra batida al aire libre.

## Jugadores participantes del cuadro de individuales
| Favorito | País                  | Jugador                    | Rank1 | Posición en el torneo |
| -------- | --------------------- | -------------------------- | ----- | --------------------- |
| 1        | Bandera de Argentina  | Pedro Cachín               | 120   | CAMPEÓN               |
| 2        | Bandera de Italia     | Flavio Cobolli             | 145   | Cuartos de final      |
| 3        | Bandera de Francia    | Alexandre Müller           | 161   | Primera ronda         |
| 4        | Bandera de Croacia    | Nino Serdarušić            | 167   | Segunda ronda         |
| 5        | Bandera de Argentina  | Santiago Rodríguez Taverna | 176   | Cuartos de final      |
| 6        | Bandera de Eslovaquia | Filip Horanský             | 191   | Primera ronda         |
| 7        | Bandera de Argentina  | Thiago Agustín Tirante     | 194   | Segunda ronda         |
| 8        | Bandera de Kazajistán | Dmitry Popko               | 195   | Primera ronda         |

- 1 Se ha tomado en cuenta el ranking del 27 de junio de 2022.

### Otros participantes
Los siguientes jugadores recibieron una invitación (wild card), por lo tanto ingresan directamente al cuadro principal (WC):
- Mattia Bellucci
- Matteo Gigante
- Francesco Passaro

Los siguientes jugadores ingresan al cuadro principal tras disputar el cuadro clasificatorio (Q):
- Rémy Bertola
- Andrey Chepelev
- Joris De Loore
- Giovanni Fonio
- Billy Harris
- Francesco Maestrelli

## Campeones

### Individual Masculino
- Pedro Cachín derrotó en la final a  Nicolás Kicker, 6–4, 6–4

### Dobles Masculino
- Guido Andreozzi /  Guillermo Durán derrotaron en la final a  Romain Arneodo /  Jonathan Eysseric, 6–1, 2–6, [10–6]